# Obersberg
Der Obersberg (auch Ahornberg) ist ein 1467 m ü. A.  hoher Berg in den Mürzsteger Alpen in Niederösterreich.

## Lage und Charakter
Der Obersberg ist einer der markanten Berge in den Niederösterreichischen Voralpen und zugleich einer ihrer schönsten Aussichtspunkte. Er erhebt sich im Gebiet der Marktgemeinde Schwarzau im Gebirge 3 Kilometer westlich des Ortszentrums. Während der Obersberg die Mittelgebirgslandschaft weiter im Norden und Nordosten deutlich überragt, stehen südöstlich und südlich von ihm die drei wesentlich höheren Kalkstöcke des Hochschneebergs, der Raxalpe und Schneealpe.
Der Obersberg bildet das östliche Ende eines Gebirgszugs, der sich über 15 Kilometer Länge etwa in West-Ost-Richtung erstreckt, dem Göller-Gippel-Zug, die Verbindung läuft über die Mistelbacher Höhe.
Der höchste Gipfel des Gebirgszugs steht mit dem Göller (1766 m ü. A.) an seinem westlichen Ende. In Richtung Osten folgen bis zum Obersberg dann der Schnalzstein (1546 m ü. A.), die Gamsmauer, der markante felsige Gippel (1669 m ü. A.), die Gippelmauer, der Preineckkogel (1449 m ü. A.) und das Bärenköpfl. Die Überschreitung des kompletten Kamms ist eine der ausgedehntesten Touren in den Bergen Niederösterreichs.
Der Gipfelbereich des Obersbergs ragt nahe an die Waldgrenze heran und ist daher durch bereits etwas lockeren Baumbestand charakterisiert. Vor allem einige Lichtungen und Felskanzeln bieten ein schönes Panorama. Besonders eindrucksvoll ist dabei der  Blick vom südlichen Gipfelhang zum nur 12 Kilometer entfernten Hochschneeberg. Vom höchsten Punkt mit einem hölzernen Gipfelkreuz besteht freie Sicht nach Westen zum Ötscher.

## Name des Berges
Auf etlichen Landkarten ist bis heute für den Obersberg auch sein älterer Name Ahornberg angeführt. Das leitet sich vom Bergahorn ab, der an seinen Hängen vielfach zu finden ist. Die Herkunft des ersteren Namens ist unklar.

## Waldfreundehütte
Etwas südöstlich des höchsten Punktes steht in 1464 m ü. A. die Waldfreundehütte der Wiener Alpinen Gesellschaft „Waldfreunde“. Sie wurde im Jahr 1924 in Betrieb genommen. Die Hütte ist üblicherweise von Mitte Mai bis Mitte September an Wochenenden und Feiertagen geöffnet und bietet insgesamt 38 Schlafplätze (20 in Betten, 18 im Lager).

## Anstiege
- Der markierte Normalweg zum Obersberg beginnt in Schwarzau am Gebirge und führt zunächst zu einer Bergschulter, dann entlang der Südflanke des Hirschkogels und in zahlreichen Kehren im Wald auf die südseitige Gipfelwiese. Der Weg ist unschwierig, vor allem im oberen Teil abschnittsweise jedoch steil. Gehzeit: etwa 2½ Stunden
- Ein weiterer Anstieg von Südosten beginnt beim Eckbauern und führt am Gehöft Obersberger und der Obersbergalm vorbei von Süden zum Gipfel. Diese Route ist nicht markiert, aber an den entscheidenden Stellen gut beschildert. Gehzeit: etwa 2 Stunden

Lohnend ist der Kammweg vom Obersberg nach Westen über den Preineckkogel zum Preinecksattel, Gehzeit: etwa 2 Stunden.
Der kürzeste Abstieg vom Sattel führt nach Südosten zum ehemaligen Gasthof Triebl im Preintal, Gehzeit: etwa 1½ Stunden.

Die Fortsetzung der Route auf dem Kamm bis zum Göller bietet großartige Ausblicke, ist an einem einzigen Tag aber sehr ausdauernden Tourengehern vorbehalten.
Im Winter ist der Obersberg ein lohnendes und vergleichsweise lawinensicheres Ziel für Schitouren, wird aber nicht oft erstiegen. Start und Ziel sind nahe bei Schwarzau im Gebirge, doch weicht die genaue Route vom Sommerweg ab.

Auch für Schneeschuhwanderungen ist der Obersberg geeignet. Dabei folgt die günstigste Route dem Anstieg von Südosten über den Obersberger.